# EBEX
EBEX (E and B Experiment) は、宇宙背景放射を高高度気球による準周回軌道上で観測する。この実験機は大きく、高解像度の画像を送ってくれる。高度42000mで望遠鏡を使用して大気によるマイクロ波の減衰を最小に抑える。人工衛星を打ち上げる場合に比べて全天の狭い範囲しか走査できないが少ない費用で実現できる。
最初の飛行試験は2008年に北米で実施される予定である。次は2009年、南極のマクマード基地からの放球を予定している。極循環風により南極上空を2週間で周回する

## 観測装置
EBEXは1.5mのドラゴン型望遠鏡で構成され、分解能が8分以下で4つの焦点では4度の解析限界の視野が得られる上限は450GHzである。磁気浮上軸軸受けで1/2波長板が回転することで偏波を分ける。